# Rubus crataegifolius
Rubus crataegifolius sau zmeurul coreean este o specie de plantă din familia Rosaceae. Aceasta este originară din Asia de Est, fiind întâlnită în Japonia, Coreea, estul Rusiei și China. Rubus Crataegifolius este o plantă perenă care crește sub formă de arbust și produce fructe comestibile similare cu zmeura comună. 

## Taxonomie
Rubus crataegifolius este un membru al genului Rubus și al familiei de trandafiri Rosaceae. Acest gen include o varietate largă de arbuști cum ar fi zmeura și murul. Familia Rosaceae este cunoscută pentru numeroasele sale specii de plante economice și ornamentale ce includ trandafirii, mărul (Malus domestica), părul (Pyrus), prunul (Prunus domestica) cireșul (Prunus avium) și căpșunul (Fragaria). Este similar cu alte specii din genul Rubus cum ar fi Rubus idaeus (zmeura comună) și Rubus fructicosus (murul).

## Morfologie
Rubus crataegifolius este un arbust peren care poate ajunge la o înălțime de până la 2-3 metri. Planta are tulpini acoperite cu spini fini și rigizi. Frunzele sunt de un verde intens iar florile sunt mici și albe dispuse în ciorchini. Arbustul are o formă compactă și densă, făcându-l potrivit atât pentru grădinile ornamentale cât și pentru cultivarea în scopuri productive. Frunzele sunt palmat-lombate, cu 3 până la 5 lobi. Acestea au o lungime de 5-12 cm și o lățime de 5 sau 8 cm, fiind dispuse alternat pe tulpină. Marginea frunzelor este serată iar suprafața lor este ușor pubescentă (acoperită cu peri mici ca un puf) oferindu-le o textură catifelată.
Florile sunt mici de aproximativ 1 cm în diametru și au petale albe sau roz pal. Ele apar în ciorchini de câte 5-10 flori și înfloresc în perioada verii din iunie până în august. Florile sunt autofertile, ceea ce înseamnă că nu au nevoie de polen de la alte plante pentru a produce fructe.
Fructele sunt agregate formate din multiple drupe mici și au un gust dulce-acrișor. Perioada de coacere este de obicei la sfârșitul verii, în lunile august-septembrie. Sunt folosite în diverse preparate culinare precum gemuri, dulcețuri și deserturi. 

## Distribuție și habitat
Planta este adaptată la climatul temperat al regiunii Asiei de Est. Crește natural în habitate umede și bine drenate, fiind adesea găsită în păduri, la marginea drumurilor și în zonele muntoase. Se dezvoltă în soluri bogate în materie organică, în special în zonele de la altitudini joase până la medii unde poate beneficia de un climat moderat și de umiditate constantă.

## Cultivare și utilizări
Se cultivă în soluri bine drenate, bogate în materie organică cu un pH neutru dar poate suporta și un pH ușor acid sau alcalin. Necesită expunere la soare pentru a se dezvolta optim, dar poate tolera și umbra parțială. Udarea regulată este esențială în perioadele uscate iar mulcirea poate ajuta la menținerea umidității solului și a controlului buruienilor. Planta poate fi cultivată din semințe sau butași iar tăierea periodică ajută la menținerea și la stimularea producției de fructe. Fructele sunt consumate proaspete sau utilizate în gemuri, sucuri, deserturi ș.a. Jingu Jengal este un soi de zmeur coreean cunoscut pentru producția sa ridicată și fructe mari care pot cântări 2 g. Această specie are tulpini bienale, adică produce tulpini noi în fiecare an dintr-un rizom peren. Aceste tulpini dau fructe în al doilea an și apoi mor. Extractele din rădăcină sunt utilizate în medicina tradițională pentru proprietățile lor anti-inflamatorii.